# Бела кања
Бела кања (lat. Neophron percnopterus) је мањи лешинар старог света који живи од југозападне Европе, севера Африке и југа Азије. Једини је припадник рода Neophron.

## Таксономија
Белу кању је формално описао  шведски природњак, научник и академик Карл фон Лине у свом 10. издању "Systema Naturae" из 1758. године, под биномним научним именом Vultur Percnopterus.  За типски локалитет дефинисао је Египат. Научно биномно име Neophron је изведено по грчком миту: Неофрон, љубоморни син Тимандра, Египијев љубавник. Неофрон је, заузврат, завео Египијеву мајку, Булиду, а затим преварио Египија да спава са њом. Неофрон и Египије су се претворили у лешинare, Булис у чапљу, а Тимандре у јастреба или малу птицу.  Специфични епитет percnopterus настао је од грчких речи "περκνοπτερος" "перкноптерос" лешинар < "περκνος" "перкнос" "сумрак";"πτερος" "птерос" "крилати" < "πτερον" "птерон" "крило".
Препознато је три подврста:
- Neophron percnopterus percnopterus (Linnaeus, 1758) - Јужна Европа од истока преко јужне Украјине, Турске и Кавказа до Средње Азије, источни Казахстан и северозападне Индије, и од југа преко Северне Африке, Блиског истока, Леванта, Сахела и Арабије до северне Танзаније. Ситуација је нејасна у јужној Африци, где је раније била широко распрострањена, сада се гнезди у југозападној Анголи и северној Намибији и можда Источном Кејптауну, у Јужној Африци; такође Балеарска острва, Сицилија, Зеленортска острва и Сокотра
- Neophron percnopterus ginginianus (Latham, 1790) - Непал и Индија, осим северозапада, најмања подврста
- Neophron percnopterus majorensis  (Donázar, 2002) - Канарска острва

## Опис
Одрасле јединке беле кање су обично 55-65 цм дугачке, са распоном крила од 155-170 цм. Тешке су 1.600-2.400 г.
Одрасли су беле боје, са мало црног перја на крилима и репу. Због својих навика, чекања на свој ред код стрвина на обично прашњавом тлу, перје се брзо упрља, па је пре митарења више беж боје него чисто беле.Беле кање се такођер понекад „боје” земљом као и брадани (Gypaetus barbatus), након чега њихово перје буде помало ружичасто. Одатле потиче немачки назив за ову птицу, Schmutzgeier („прљави лешинар”). Кожа на лицу је жута и постане наранџаста за време сезоне гнежђења, и на њој нема перја. Реп је облика дијаманта и у лету је стога уочљив. Беле кање имају пет различитих врста перја, почевши до младунаца, па до петогодишњих јединки. Птићи су тамносмеђи и постепено постају свјетлији док не постану одрасли са пет година. Мужјаци и женци су слични, али постоје разлике. Мужјаци имају кожу на лицу која је светлије жуто-наранџаста, што за последицу има тамнију сенку испод ока.
Одрасле беле кање се лако препознају, док се незреле јединке могу помешати са орлом кликташем (Clanga pomarina), са којим дели миграторне руте. Међутим, дијамантски облик репа беле кање је другачији од трапезоидног репа орла кликташа.

## Распрострањеност и станиште
Беле кање су врло распрострањене птице и живе на југу Европе, северу Африке и западу и југу Азије. Беле кање се повремено селе, зависно од климе. Ако бела кања може издржати зиму, обично се неће селити. Није добро прилагођена хладноћи јер је релативно мала врста.
Тренутно, ареал је у великој мери погођен зависношћу врсте од стоке и људског отпада за храну; живи као лешинар у близини или чак у градовима.
Бела кања је миграторна врста на северу ареала; станарица је у Арабији, на Балеарским острвима и Канарским острвима; углавном је станарица и на Индијском потконтиненту и у подсахарској Африци, али локално миграторна у неким регионима, као што је у западној Африци, где се сматра луталицом у Бенину, Тогоу и Гани. Присутна је у северним подручјима гнежђења углавном од марта до септембра; зимска виђења су веома ретка у Европи, мада мали број остаје у Шпанији, посебно у долини Гвадалквивир и Екстремадури.
Бела кања посећује пространа отворена подручја углавном у сувим регионима, мада понекад може наћи око рубних подручја влажне или хладне климе; степе, пустиње, жбуње, пашњаци и поља житарица; захтева каменита места за гнежђење. Јавља се у равним или планинским регионима, обично на ниским или средњим надморским висинама, али повремено и више у планинским регионима. Виђена је на 4.500 м надморске висине у Етиопији; гнезди се од литица на нивоу мора до локација на 2.600 м у Индији, а забележена је и до 3.000 м у Арабији.

## Понашање
Беле кање се обично виђају појединачно или у паровима, како лете у термалним ветровима заједно са другим лешинарима и птицама грабљивицама, или седе на земљи или на крову зграде. По земљи ходају гегајући се.
Хране се разноврсном храном, укључујући измет сисара, укључујући и људски, инсекте у измету, лешине, биљну материју, а понекад и мале животиње. То је једина врста лешинара Старог света која се редовно храни изметом. Каротеноиди (првенствено лутеин) које лешинари апсорбују из биљне материје у измету који уносе резултирају њиховом јарко жутом бојом лица.
Када се придружи другим врстама лешинара код угинуле животиње, тежи да остане на периферији и чека док веће врсте не оду. Парови такође могу тражити храну од других лешинара, посебно белоглавих супова. Недавно излетели млади понекад ће летети до других гнезда, такмичећи се са младим лешинарима за храну, крадући или чак тражећи храну од несродних одраслих који доносе храну. Дивљи кунићи (Oryctolagus cuniculus) чине значајан део исхране шпанских лешинара. На Иберијском полуострву, депоније су важан извор хране, а лешинари вероватније заузимају територије близу депонија. Студије сугеришу да се хране изметом копитара како би добили каротеноидне пигменте одговорне за њихову јарко жуту и наранџасту кожу лица. Способност асимилације каротеноидних пигмената може послужити као поуздан сигнал кондиције.
Беле кање су углавном тихе, али испуштају високотонско мјаукање или шиштање код гнезда и пискав звук када се свађају око лешине. Младе птице понекад испуштају шиштаво крештање у лету. Такође шиште или реже када су угрожени или љути.
Беле кање се гнезде заједнички на великом дрвећу, зградама или на литицама. Места за гнежђење се обично бирају близу депонија или другог погодног подручја за исхрану. У Шпанији и Мароку, летња гнезда формирају углавном незреле птице. Омиљено дрвеће за гнежђење су обично велики мртви борови. Број одраслих јединки у гнездишту се повећава према јуну. Сматра се да одрасле јединке које се гнезде могу бити у стању да ефикасније траже храну придруживањем гнездишту и пратећи друге до најбољих подручја за исхрану. Птице које се гнезде, а нису успеле да одгаје младе, такође се могу придружити птицама које се не гнезде у гнездишту током јуна. Чишћење перја је примећено код канарских белих кања између упарених парова јединки, као и парова несродних и истополних јединки, посебно женки.

### Гнежђење
Сезона гнежђења почиње у пролеће. Током почетка сезоне гнежђења, парови који се удварају лете високо заједно и један или оба могу направити стрме спиралне или обрушавајуће обиласке. Птице су моногамне и парске везе могу се одржавати више од једне сезоне гнежђења, а иста места за гнежђење могу се поново користити сваке године. Гнездо је неуреднa платформа од гранчица обложена крпама и постављена на ивицу литице, зграду или рачву великог дрвета. Могу се преузети и старе платформе за гнежђење орлова. Гнезда постављена на земљи су ретка, али су забележена код подврста Neophron percnopterus ginginianus и Neophron percnopterus majorensis.
Забележено је ванпарно парење са суседним птицама и то може бити разлог зашто одрасли мужјаци остају близу женке пре и током периода полагања јаја. Женке се понекад могу удружити са два мужјака и сва трoje помажу у одгајању легла. Типично легло се састоји од два јаја која наизменично инкубирају оба родитеља. Јаја су циглано црвене боје, а шири крај је гушће прекривен црвеним, смеђим и црним мрљама. Родитељи почињу да инкубирају убрзо након што је положено прво јаје, што доводи до асинхроног излегања. Прво јаје се излеге након око 42 дана. Други птић се може излећи три до пет дана касније, а дуже одлагање повећава вероватноћу да ће угинути од глади. У литицама где су гнезда близу једно другом, познато је да се млади птици пењу до суседних гнезда како би добили храну. У шпанској популацији, млади се излежу и напуштају гнездо након 90 до 110 дана. Птице које су се излегле настављају да зависе од својих родитеља најмање месец дана. Када птице почну саме да се хране, удаљавају се од територије својих родитеља; младе птице су пронађене скоро 500 км од места где су гнездили. Једногодишње европске птице мигрирају у Африку и тамо остају најмање годину дана. Лешинар који је полетео у Француској остао је у Африци три године пре него што је мигрирао на север у пролеће. Након што се врате у своја подручја за гнежђење, младе птице се широко крећу у потрази за добрим територијама за исхрану и партнерима. Пуно перје одраслих достижу у четвртој или петој години. Познато је да беле кање живе до 37 година у заточеништву и најмање 21 годину у дивљини. Вероватноћа преживљавања у дивљини варира са годинама, повећавајући се до 2. године, а затим опадајући са 5. годином. Старије птице имају годишњу вероватноћу преживљавања која варира од 0,75 за птице које се зимује до 0,83 за птице које се гнезде.

### Исхрана
Беле кање су опортунисти што се тиће исхране; способна да једе веома разноврсне врсте хране. Углавном једе лешине, укључујући све врсте мртвих кичмењака, од птица врапчарки и малих сисара до стоке, мртвих паса и великих дивљих животиња; обично једе само остатке великих лешина, које одбацују други лешинари, али у Арабији се такмичи са вранама из рода Corvus и са црном луњом Milvus migrans. У мањој мери, лови мале животиње, често слабе или повређене, нпр. зечеве, пилиће, рибе које се мресте или умиру, и барске корњаче; такође инсекте, нпр. балегаре (Coleoptera). 

### Употреба алата
Бела кања разбија птичја јаја, посебно нојева Struthio camelus; разбија их бацајући камење на њих, обично бирајући веома специфичну величину од око 50 г, али је пријављен широк распон величина. Постоји и едан познати случај коришћења камена за отварање јајета врсте белоглави суп Gyps fulvus. Доказано је да је ово инстинктивно понашање, јер беле кања која није била у контакту са другим белим кањама свеједно зна употребити ову технику.

## Статус
Популација беле кање се смањује на многим просторима, а често у великом броју. У Еуропи и на Средњем истоку их је упола мање него пре двадесет година, а популација у Индији и југозападној Африци су потпуно опале. Међународна унија за заштиту природе их је 2021. године ставила на попис угрожених врста.
Здраве одрасле јединке немају много предатора, али људске активности представљају многе претње. Судари са далеководима, лов, намерно тровање, акумулација олова услед гутања сачме у лешевима и акумулација пестицида утичу на популације. Младе птице на гнезду понекад лове сури орлови (Aquila chrysaetos), магеланске буљине (Bubo magellanicus) и (Vulpes vulpes). Само ретко одрасле птице покушавају да отерају предаторе. Младе птице које падну са литица могу бити плен сисарских предатора попут шакала, лисица и вукова. Као и све птице, служе као домаћини ектопаразитским птичјим вашима, укључујући Aegypoecus perspicuus, као и организмима који живе у њима, попут микоплазми.

## Фосилни записи
Процењује се да су фосили беле кање пронађени у пустињи Нефуд у Саудијској Арабији потичу из средњег плеистоцена, пре око 500.000 година.

## У култури
Библија помиње белу кању под хебрејским именом рахама, што је на енглески преведено као „gier-eagle“.
У старом Египту, неколико хијероглифа укључује белу кању, укључујући и оног који је наведен као "G1" на Гардинеровом списку знакова "- U+1313F" 𓄿 "Египатски хијероглиф "G001". Птица је била светиња Изиде и Мут у староегипатској религији. Употреба лешинара као симбола краљевске власти у египатској култури и њихова заштита фараонским законом учинила је ову врсту уобичајеном на улицама Египта и довела до имена „фараонова кокошка“. Навика копрофагије код белих кања даје им шпанска имена „churretero“ и „moñiguero“, што значи „једач измета“. На Балкану се сматра весником пролећа и птицом доброг знака.
Британски спортисти у колонијалној Индији сматрали су их једном од најружнијих птица, а њихова навика храњења изметом била је посебно презирана. У Британској Индији били су познати као „јастребови“, што је скраћеница од „јастреб-сoko“. У Синду се верује да жуманце јајета лешинара може уклонити отров и излечити ујед змије и убод шкорпије. Јужноиндијски храм у Тирукалукундраму близу Ченгалпатуа био је познат по пару птица које су наводно посећивале храм „вековима“. Ове птице су церемонијално хранили свештеници и стизале су пре поднева да се хране приносима направљеним од пиринча, пшенице, гија и шећера. Иако су обично биле тачне, непојављивање птица приписивано је присуству „грешника“ међу посматрачима. Легенда каже да су беле кање или „орлови“ представљали осам мудраца које је Шива казнио, при чему су по два одлазила у свакој од низа епоха.